# Cheiramiona florisbadensis
Cheiramiona florisbadensis là một loài nhện trong họ Miturgidae.
Loài này thuộc chi Cheiramiona. Cheiramiona florisbadensis được miêu tả năm 2003 bởi Lotz.